# 紀元前305年
紀元前305年（きげんぜん305ねん）は、ローマ暦の年である。
当時は、「ルキウス・ポストゥミウス・メゲッルスとティベリウス・ミヌキウス・アウグリヌスが共和政ローマ執政官に就任した年」として知られていた（もしくは、それほど使われてはいないが、ローマ建国紀元449年）。紀年法として西暦（キリスト紀元）がヨーロッパで広く普及した中世初期以降、この年は紀元前305年と表記されるのが一般的となった。

## 他の紀年法
- 干支 : 丙辰
- 日本
  - 皇紀356年
  - 孝安天皇88年
- 中国
  - 周 - 赧王10年
  - 秦 - 昭襄王2年
  - 楚 - 懐王24年
  - 斉 - 宣王15年
  - 燕 - 昭王7年
  - 趙 - 武霊王21年
  - 魏 - 襄王14年
  - 韓 - 襄王7年
- 朝鮮
  - 檀紀2029年
- ベトナム :
- 仏滅紀元 : 240年
- ユダヤ暦 :

## できごと
- オリエントから南アジアにかけての世界は、紀元前308年から紀元前301年まで続く第四次ディアドコイ戦争の最中である。

### エジプト
- プトレマイオス1世が、プトレマイオス朝エジプトの初代ファラオに即位。
- アレクサンドリアの大灯台、着工
プトレマイオス1世の命により、アレクサンドリア港の突端にある人工島であるファロス島で、巨大な灯台の建造が始まる。完成は紀元前280年から紀元前247年の間。

### メソポタミア
- セレウコス1世が正式にシリア王を名乗り、セレウコス朝シリアが名実ともに成立する（ただし、実質的勃興と即位は紀元前312年）。
- セレウコス1世が、チグリス川湖畔に首都としてセレウキアを建設。
- ロドス包囲戦（- 紀元前304年）の勃発
第四次ディアドコイ戦争の一局面。アンティゴノス1世の命で、息子のデメトリオス1世がロドス島への攻撃を開始。

### ギリシア、マケドニア
- カッサンドロスが、アンティパトロス朝 マケドニアの初代王に即位。
- アルキダモス4世がエウリュポン朝スパルタ第24代王に即位。cf. スパルタ王。

### ローマ
- ルキウス・ポストゥミウス・メゲッルス (en) とティベリウス・ミヌキウス・アウグリヌス (de) が共和政ローマの執政官に就任。
- ボウィアヌムの戦い（Battle of Bovianum、ボヤーノの戦い）
第2次サムニウム戦争末期の一局面。共和政ローマの執政官であるマルクス・フルウィウス・パエティヌス (en) とルキウス・ポストゥミウス・メゲッルスが、ボウィアヌム（現・ボヤーノ）でサムニウム軍を決定的に破る。

### インド
- 紀元前305年頃 -　セレウコス1世率いるシリア軍がインダス川を越えて北西インドに侵入するも、マウリヤ朝マガダ国初代王チャンドラグプタはこれを圧倒、逆に押し返したところで和約を結び、インダス川以西の4州（アリア［en］、アラコシア［en］、ゲドロシア［en］、パロパミソス）の支配権を得る（第四次ディアドコイ戦争の一局面）。加えて、セレウコス1世の娘を息子ビンドゥサーラの妃に迎える。

### 中国
- 趙の武霊王が中山国を攻撃し、丹丘・爽陽・鴻の塞を奪い、さらに鄗・石邑・封龍・東垣を奪取した。中山国は4つの邑を差し出して講和した。
- 秦の後継者争いに敗れた公子荘は、反対勢力を結集して反乱を起こした（庶長荘の反乱、季君の乱）。この乱は魏冄らにすぐに鎮圧された。反乱に同調した悼武王后は魏に追放され、昭襄王の兄弟で従わない者は全て滅ぼされた。この乱をきっかけに魏冄の権力はますます強まっていった。
- 秦の樗里疾が、衛の蒲を攻めたが、胡衍の取りなしで包囲を解いた。引き返して魏の皮下を攻めたが、降伏しなかったので、引き上げた。

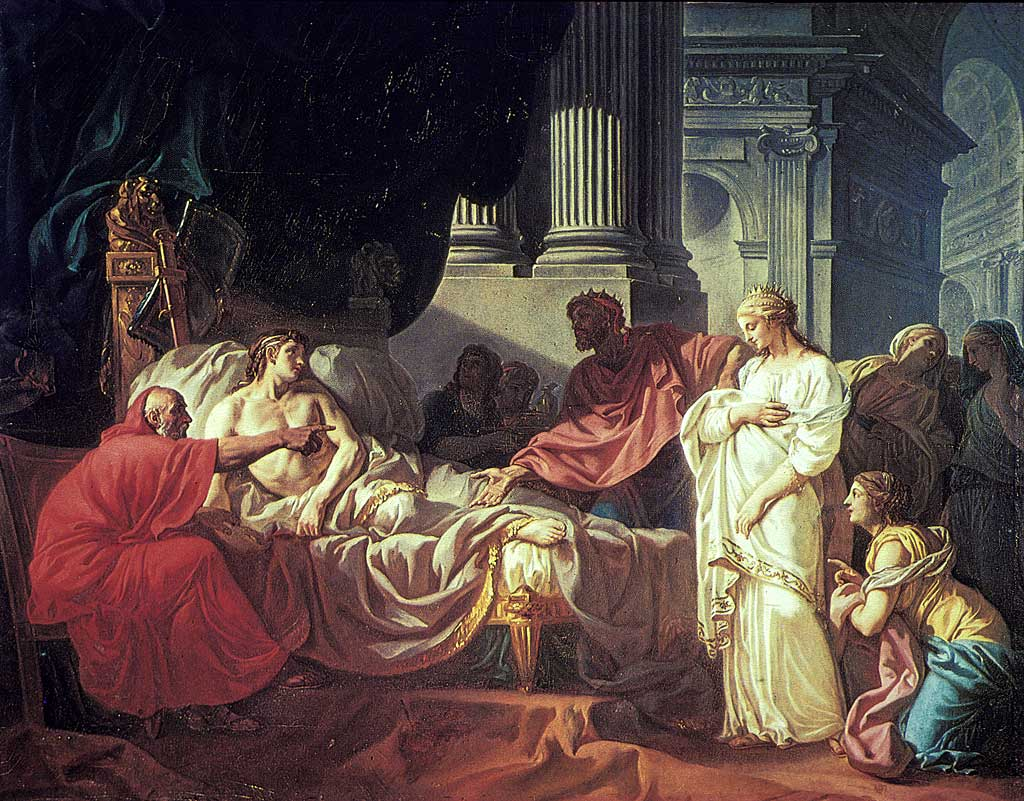
道ならぬ恋に悩み、鬱状態となって寝込んでしまったシリアの王子アンティオコス（中央左）を治療する名医エラシストラトス（左端）。彼は脳を研究し、大脳と小脳を識別した。絵はジャック＝ルイ・ダヴィッド作 『アンティオコスとストラトニケ』

## 誕生
- エラシストラトス、ヘレニズム期のギリシア人。宮廷医（+ 紀元前250年）
- 鄒衍（すうえん、en）、中国、戦国時代の思想家（+ 紀元前240年）
- 異説では紀元前310年 -　カリマコス、ヘレニズム期のギリシア人。詩人、批評家（+ 紀元前240年）
- 異説では紀元前295年 -　アルシノエ1世、プトレマイオス朝エジプトの女王（+ 紀元前247年）

## 死去
- リュシッポス、古代ギリシアの彫刻家（* 紀元前395年）